# 刘恩荫
刘恩荫（1910年—1995年），字惠森，陕西洋县人（现属汉中市），中華民國国军陆军中将。實業家、前立法委員劉寶濂之子。

## 生平
- 1927年毕业于陕西成德中学[1]。
- 1928年年考入陸軍軍官學校騎兵科（另說砲兵科）六期，入中央軍校高等教育班受訓，後入法國陸軍軍官學校畢業。
- 回国后在中央陆军军官学校第七分校（西安分校）任骑兵科少将科长，军校特科总队副总队长，第一战区骑兵旅旅长。
- 抗日战争后，任国民革命军新编第二十七师上校团长，参与中条山战役。
- 抗日战争胜利后，任第八区专员、陕西警备旅团长等职。
- 1946年起任陕西省保安司令部保安三旅旅长。
- 1948年11月26蔣總統令給予劉恩蔭雲麾勛章[2]。
- 1949年9月任陕西省第十二行政督察区（汉中）专员。
- 1949年隨國府來台灣，歷任中華民國國軍陸軍裝甲兵中將副司令官、陸軍金門防衛指揮部司令。
- 與另一陝西籍國軍將領胡璉、史恆豐屬於同為華縣鄉黨，也參與了八二三炮戰。
- 著有《装甲兵概略》等书籍。

## 除役
- 1967年除役。
- 1995年秋病逝，享寿八十五周岁。

## 其他
- 刘将军年幼时举家在西安從事實業，故常定居于陕西省西安城内柴家什字二号。
- 因刘恩荫早年的撮合，蒋纬国认识了石静宜，后结为夫妇。刘恩荫将军逝世后蒋纬国不顾年老体弱，亲到台北市第一殡仪馆，悼唁刘恩荫将军之丧。
- 夫人张引荪女士，张引荪的小姑张荃昌之夫乃是张丰胄。（1940年2月，张丰胄、张荃昌于西安完婚，张丰胄后为中华人民共和国国务院参事。）
- 刘将军之子刘宗武任职于美国泛太平洋船舶总代理行经理（1987年）。
- 刘将军族叔父劉寶鍔主責監造南京中山陵。

## 荣誉

### 中华民国勋章奖章
- 四等云麾勋章（1948年11月26日批准[3]）